# ليلي ماي بيري
ليلي ماي بيري (1895-1992) (بالإنجليزية: Lily May Perry)‏ هي عالمة نبات كندي.